# Luftskeppshangaren i Ny-Ålesund

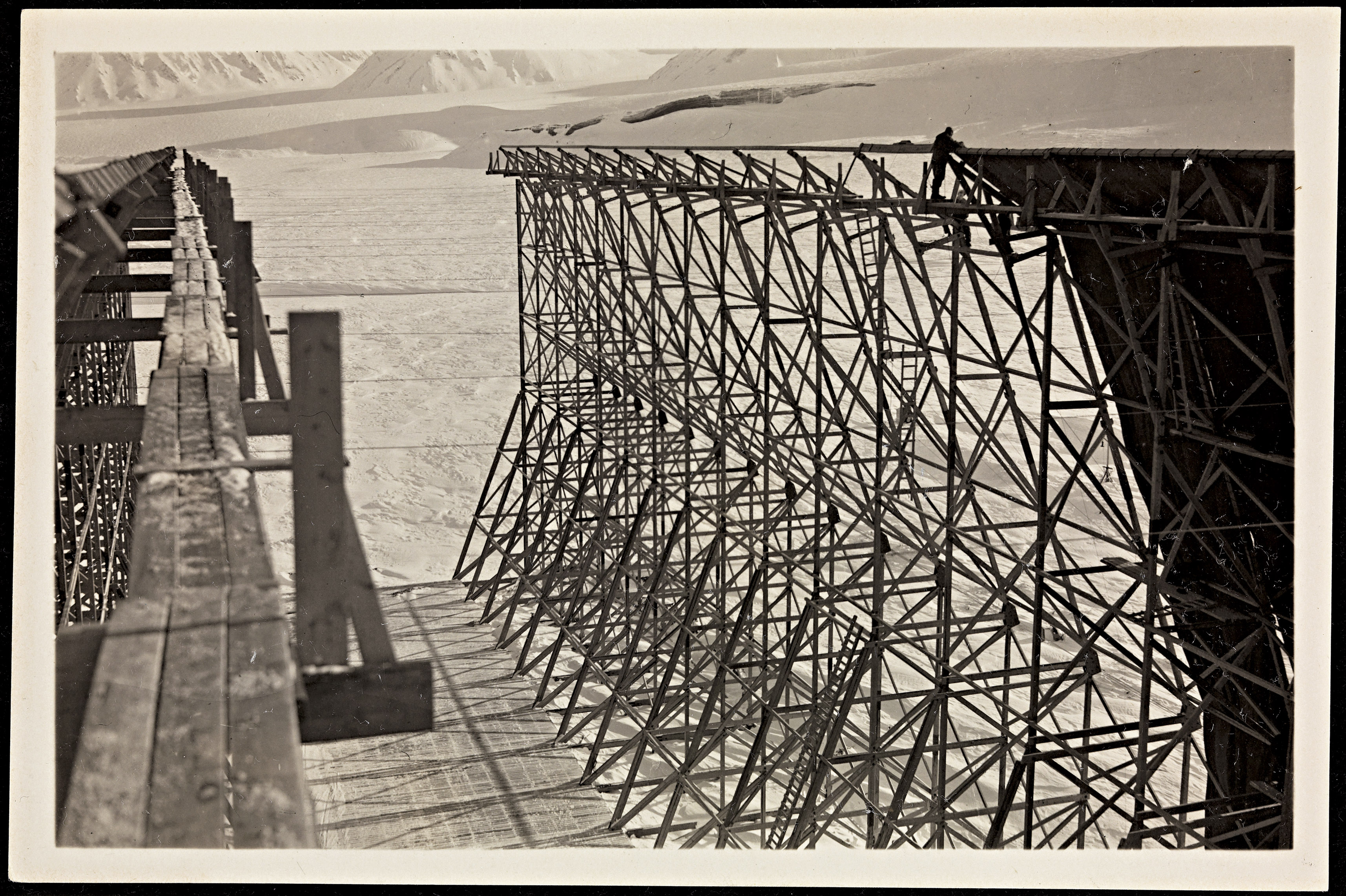
Luftskeppshangaren täcks med duk

Luftskeppshangaren i Ny-Ålesund byggdes under vintersäsongen 1925-1926 för att härbärgera luftskeppet Norge under dess uppehåll i Ny-Ålesund den 7–11 maj 1926.
Luftskeppshangaren var på sin tid den största träkonstruktionen i Europa och uppfördes av Norsk Luftseilasforening för Roald Amundsens Nordpolsexpedition. Bygget påbörjades den 25 oktober 1925, efter det att material och 26 byggnadsarbetare anlänt till Ny-Ålesund. Hangaren var färdig den 15 februari 1926, och luftskeppet anlände den 7 maj 1926. Hangaren var 110 meter lång, 34 meter bred och 40 meter hög. Ytterskiktet var klätt med 10.000 m² svart segelduk. För de dubbla träkonstruktionerna på ömse sidor om luftskeppets plats åtgick 600 m³ timmer från Trøndelag på 10 x 12 tum och 8 x 8 tum. För att hålla ihop konstruktionen användes tio ton spikar och bultar.
Chef för byggnadsstyrkan var timmermästaren Ferdinand Reinhardt Arild (1892–1974)
Hangaren revs omkring 1927, varvid timret sågades upp och återanvändes. Hangarens grund, bestående av 15 av 20 ursprungliga betongfundament, är bevarad som ett kulturminne. Fundamenten är på 1,7 x 1,5 meter vardera.

## Bildgalleri

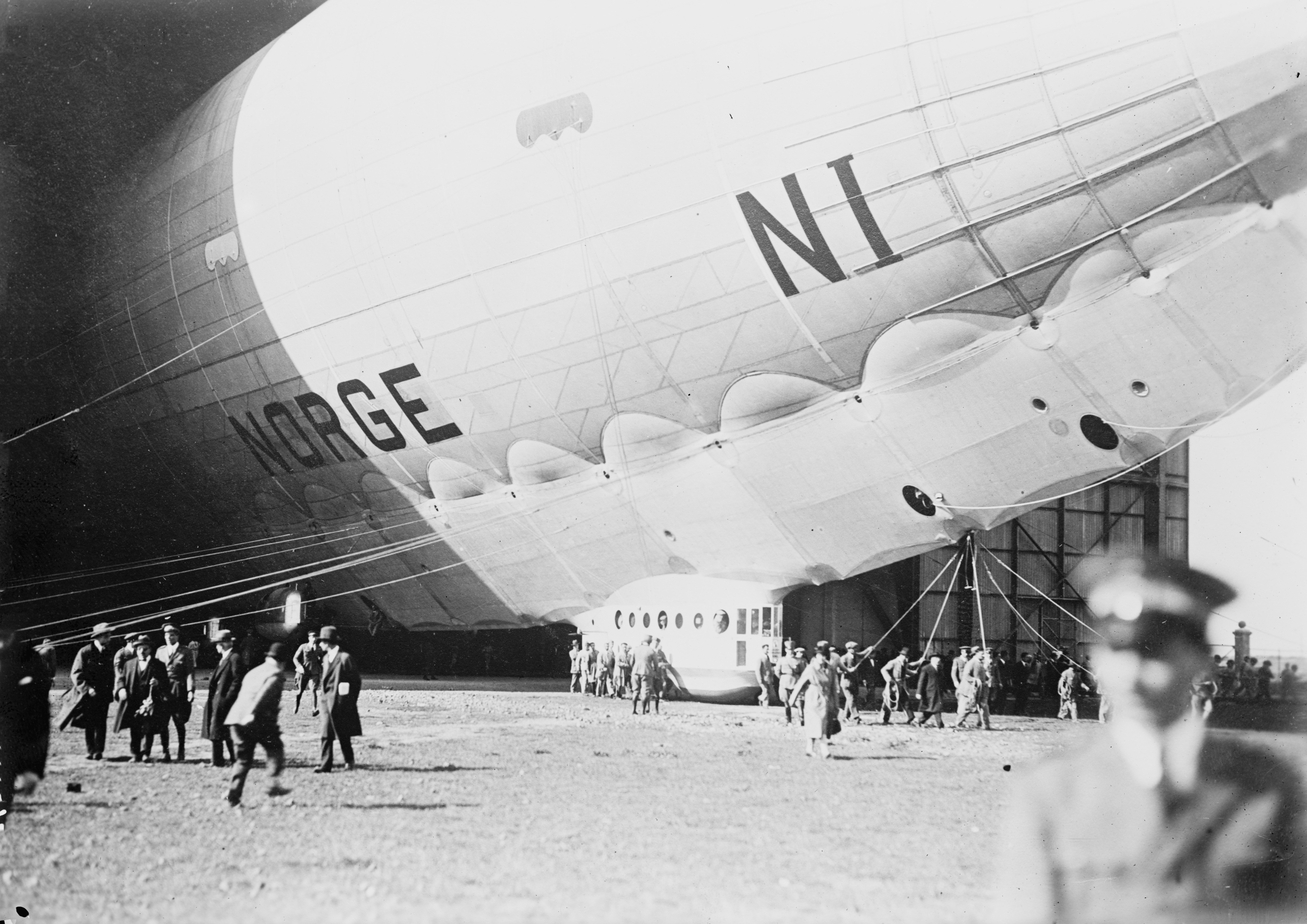
Luftskeppet Norge dras ut ur hangaren
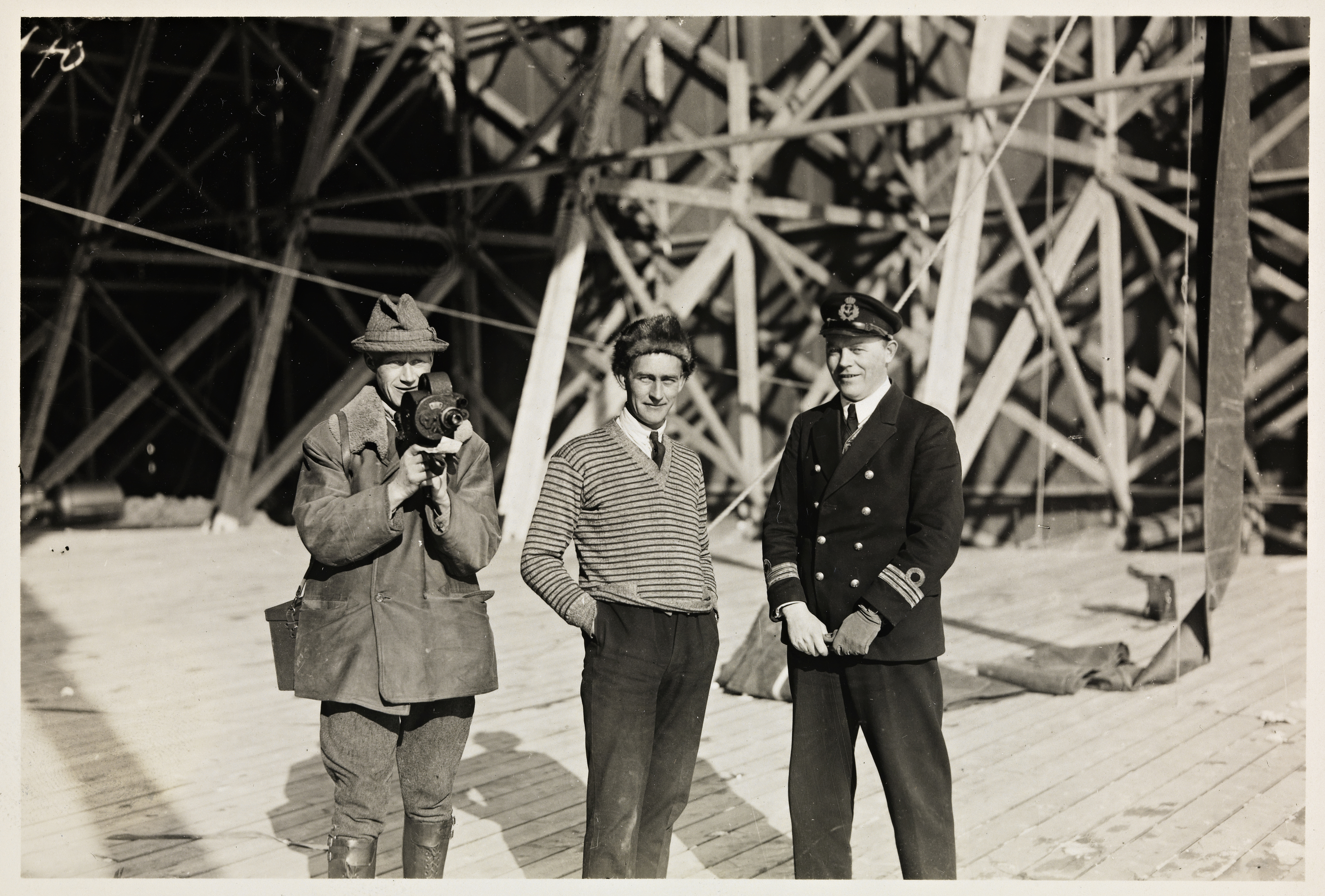
Filmfotografen Paul Berge och mekanikern Oskar Omdal tillsammans med en oidentifierad person framför hangaren 1926
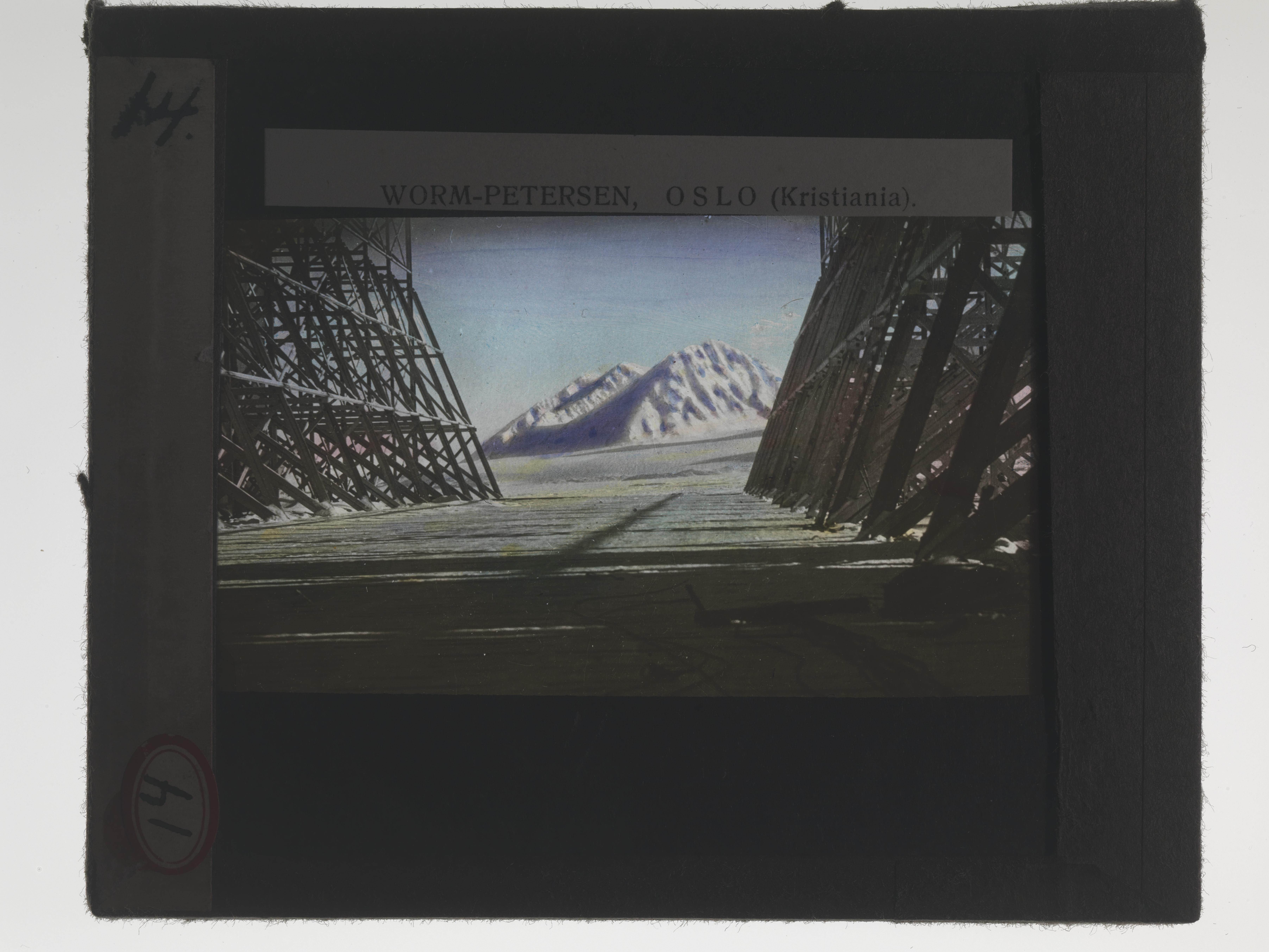
Interiörbild